# Friedrich-Engelhorn-Hochhaus

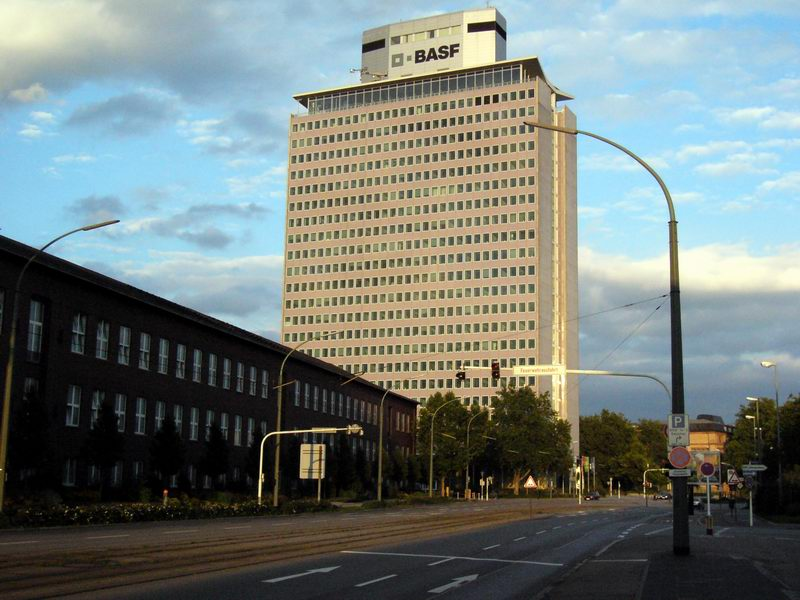
BASF-Hochhaus

Friedrich-Engelhorn-Hochhaus även känt som BASF-Hochhaus var ett höghus från 1957 i tyska Ludwigshafen. Byggnaden var BASF:s huvudkontor. 
Friedrich-Engelhorn-Hochhaus ritades av arkitektbyrån Hentrich, Petschnigg & Partner och blev ett landmärke i Ludwigshafen. Det fick sitt namn efter Friedrich Engelhorn som grundade BASF. Byggnaden var 101,63 meter hög, hade 28 våningar och revs 2013-2014.